# Березовський Борис Абрамович
Березо́вський Бори́с Абра́мович (23 січня 1946 , Москва  — 23 березня 2013 , Аскот, Південно-Східна Англія ) — радянський та російський математик, підприємець, олігарх, політик і державний діяч. Доктор технічних наук, член-кореспондент Російської академії наук. На початку політичної кар'єри Путіна був його другом і фундатором, але після проявів диктаторських рис Путіна на посаді президента РФ став його критиком, а і опозиціонером режиму Путіна. Політичний емігрант, утікач; протягом останніх років жив у Великій Британії, підтримував та фінансував критиків путінського режиму.
У РФ був оголошений у розшук за звинуваченням у «шахрайстві та спробі силового захоплення влади». Причетність Березовського до фінансування деяких українських політиків свого часу набула великого розголосу і в Україні. У 1997 журнал Forbes оцінював його статки у $3 млрд, але в еміграції він втратив свої багатства і вплив.
23 березня 2013 року Березовського було знайдено мертвим в його будинку поблизу міста Аскот в графстві Беркшир, Англія. Згідно з даними розтину, причиною смерті стало повішення, на тілі не було знайдено ознак насильницької боротьби При цьому. слідчий заявив, що він не мав достатніх підстав вважати це самогубством. Патологоанат Міністерства внутрішніх справ доктор Саймон Пул, що проводив розтин, сказав, що немає нічого, що вказувало б на причетність до цієї смерті сторонніх людей.
Але професор Бернд Брінкманн, який займається справами про повішення та удушення, заявив, що сліди на шиї Березовського не могли бути результатом самоповішення. На користь версії про вбивство свідчив і нетиповий слід на шиї та вираз обличчя жертви. Висувалася гіпотеза, що на Березовського зненацька напали і швидко вбили, через що на тілі жертви відсутні сліди боротьби.

## Біографія
Батько — Абрам Маркович Березовський, був інженером-будівельником з Томська, що працював на заводах з виробництва будматеріалів. Мати — Ганна Олександрівна Гельман, працювала лаборантом в Інституті педіатрії Академії медичних наук СРСР. Батьки Березовського одружилися 17 серпня 1943 року.
Автор більш ніж 100 наукових робіт і низки монографій («Бінарні відношення в багатокритерійній оптимізації» (М., 1981), «Завдання якнайкращого вибору» (М., 1984), «Багатокритерійна оптимізація;— математичні аспекти» (М., 1989) і ін.). 1983 року захистив докторську дисертацію «Розробка теоретичних основ алгоритмізації ухвалення передпроектних рішень і їх застосування» за фахом «Технічна кібернетика і теорія інформації».
З 1991 року — член-кореспондент Російської академії наук, член Міжнародного наукового товариства з теорії ухвалення рішень, засновник Міжнародного наукового фонду. Нагороджений премією Ленінського комсомолу і Міжнародним орденом Святого Костянтина Великого. У 1970-80-х роках працював в НДІ випробувальних машин, Гідрометеорологічному науково-дослідному центрі, Інституті проблем управління АН СРСР.

## Бізнес
- У 1989 році заснував «Логоваз» — компанію, що займалася продажем автомобілів ВАЗ. 1991 року компанія «ЛОГОВАЗ» отримала статус офіційного імпортера автомобілів Мерседес-бенц в СРСР.
- З 1992 р.— голова ради директорів Об'єднаного банку.
- У 1994—1997 рр. очолював «Автомобільний Всеросійський Альянс» (AVVA), створений для збору засобів на здійснення проекту будівництва заводу з випуску дешевих «народних автомобілів». За даними керівництва альянсу, в результаті розміщення своїх акцій AVVA виручила близько 20 млн доларів США. Були зроблені малі проекти, в тому числі з виробництва в Латинській Америці і Єгипті. У вересні 2002 року відбулося відкриття заводу «Автоваз — Дженерал Моторз».[8]
- У січні 1995 року брав участь в створенні Суспільного російського телебачення і увійшов до ради директорів ОРТ.
- З 1995 року — акціонер Московської незалежної мовної корпорації (ТБ-6).
- З 1996 року — член ради директорів «Сибірської нафтової компанії» («Сибнефть»).

## Політична діяльність
- У 1996—1997 рр. — заступник секретаря Ради безпеки РФ.
- У 1998—1999 рр. — виконавчий секретар СНД.
- У 1999—2000 рр. — депутат Державної думи Росії від Карачаєво-Черкесії (від мандата відмовився за власною ініціативою).

За твердженнями самого Березовського, він зіграв вирішальну роль у приході Путіна до влади в 1999 році.

## Кримінальні справи і звинувачення

### Позов до Абрамовича
Борис Березовський особисто вручив Роману Абрамовичу повістку до суду, пише в неділю британська газета The Daily Mail.
За даними видання, Березовський вважає, що його колишній партнер із трьох великих російських компаній винен йому близько п'яти мільярдів фунтів стерлінгів. Згідно з британською судовою системою подібні повідомлення можна вручити власноручно, щоб прискорити процес, проте Березовському не вдавалося зробити цього вже протягом півроку.
Як відзначає газета, події, що відбувалися в п'ятницю на одній з вулиць Лондона, швидше нагадували сцену з бойовика, ніж процесуальну формальність. Березовський, здійснюючи покупки в магазині «Dolce&gabbana», побачив у сусідньому магазині Hermes, Романа Абрамовича і негайно послав своїх охоронців за необхідними паперами в лімузин. Після цього Березовський пішов у магазин, але охоронці Абрамовича йому перешкодили. Поки стосунки з ними з'ясовували охоронці Березовського, колишньому олігархові все ж таки вдалося пройти до колишнього партнера.
Березовський сказав Абрамовичу: «У мене для тебе подаруночок. Це тобі від мене», але коли передав документи, то Абрамович прибрав руки за спину і документи впали на підлогу. Адвокати Бориса Абрамовича заявили, що дану подію зафіксували камери спостереження і позов за британськими законами вважається врученим.
Пізніше в інтерв'ю ізраїльському інформаційному агентству «Курсор» Березовський визнав, що позов стосувався компаній ОРТ, «Сибнефть» і «Російський алюміній».
30 грудня 1996 року в журналі «Forbes» опублікована стаття Пола Хлебнікова «Хрещений батько Кремля?», у якій Борис Березовський (на той момент, заступник секретаря Ради безпеки РФ) був звинувачений в причетності до вбивства журналіста Владислава Лістьєва. 12 лютого 1997 року Березовський через Високий суд Англії зажадав спростування. 6 березня 2003 року сторони уклали мирову угоду, за якою «Forbes» визнав опубліковані звинувачення не відповідними дійсності і вніс відповідну примітку до web-архіву журналу.
6 квітня 1999 року Генпрокуратура РФ оголосила Бориса Березовського в розшук і видала санкцію на його арешт як обвинувачуваному у справі авіакомпанії «Аерофлот» — звинувачення включало «незаконне підприємництво» і «відмивання незаконно нажитих коштів». 5 листопада 1999 року звинувачення були зняті.
1 листопада 2000 року прокуратура оголосила про намір пред'явити Березовському звинувачення в розкраданні державних коштів в рамках справи «Аерофлоту». Березовський, що перебував тоді за кордоном, вирішив не повертатися до Росії.
20 вересня 2001 року Березовського оголосили у федеральний розшук і пред'явили йому заочне звинувачення в одній із справ, виділених із справ «Аерофлоту», за трьома пунктам: «пособництво в шахрайстві», «неповернення з-за кордону валютної виручки» і «відмивання грошей».
У жовтні 2003 року британський журнал «Eurobusiness» опублікував статтю «Епоха баронів-розбійників», в якій Борис Березовський був звинувачений в причетності до вбивства лідера партії «Ліберальна Росія» Сергія Юшенкова і отриманні незаконних доходів через компанію «ЛОГОВАЗ». Березовський подав позов до Високого суду Англії, де «Eurobusiness» не зміг довести обґрунтованість своїх звинувачень. 30 жовтня 2003 року журнал вибачився перед Березовським і виплатив компенсацію у розмірі 10 тис. фунтів стерлінгів.
28 жовтня 2004 року в ток-шоу «До бар'єру» на телеканалі НТВ керівник «Альфа-груп» Михайло Фрідман заявив, що Борис Березовський погрожував йому в 1999 році. 31 березня 2005 року Березовський подав до Високого суду Англії позов до Михайла Фрідмана з вимогами відшкодувати збитки. 26 травня 2006 року суд присяжних зобов'язав Фрідмана виплатити Березовському 50 тисяч фунтів стерлінгів.
2 липня 2007 Савеловський суд Москви приступив до слухань справи за заочним звинуваченням Березовського в розкраданні 214 млн рублів у авіакомпанії «Аерофлот». Підсудний заборонив своїм адвокатам брати участь в заочному процесі, який він вважав «фарсом». Правова підстава для заочного слухання за даним звинуваченням викликає сумніви, оскільки пункт 5 статті 247 КПК РФ передбачає таку можливість лише для «виняткових випадків за кримінальними справами при тяжких і особливо тяжких злочинах».
13 липня 2007 Федеральний суд Бразилії прийняв ухвалу про видачу ордера на арешт Бориса Березовського, директорів компанії Media Sports Investments (MSI) Киа Джурабчиана і Нояна Стегну, а також декількох керівників футбольного клубу «Корінтіанс» за звинуваченням у відмиванні грошей. Бразильські власті звернулися в Інтерпол з проханням про арешт Бориса Березовського і інших обвинувачених.
28 серпня 2007 голова Слідчого комітету при прокуратурі РФ Олександр Бастрикин повідомив журналістів, що податкова поліція Нідерландів порушила проти Бориса Березовського кримінальну справу про «легалізацію злочинно нажитих доходів у Західній Європі». Він також нагадав, що на початку серпня 2007 Басманний суд знов видав санкцію на арешт Березовського у зв'язку зі звинуваченням в організації в 1997 році розкрадання шляхом шахрайства кредиту в 13 млн доларів у банку «Сбс-агро», який був витрачений «на купівлю нерухомості на середземноморському узбережжі Франції». 20 липня 2007 генпрокуратура РФ ухвалила рішення про притягнення Березовського як обвинуваченого. Басманний суд у зв'язку з цим наклав арешт на віллу Березовського у Франції.
За словами Бастрикіна, проти Березовського готується ще одна справа відносно «розкрадання грошових коштів АВТОВАЗа, обміну захоплених у полон на дагестано-чеченській межі омоновців на засуджених чеченців і легалізації злочинно нажитих грошових коштів».
29 листопада 2007 року Савеловський суд Москви засудив Березовського заочно на 6 років в'язниці загального режиму і визнав «винним в розкраданні 215 млн рублів компанії „Аерофлот“».

## Еміграція

### Мешкання в Англії
З 2001 року проживав в Лондоні. Був акціонером компанії, яку створив Ніл Буш, — брат Джорджа Буша-молодшого, президента США.
У 2003 році Генпрокуратура РФ намагалася добитися видачі Березовського на підставі кримінальної справи за ст. 147 КК РФ (шахрайство). Ця справа була порушена Генпрокуратурою ще 6 серпня 2002 року. (Березовського звинувачували в розкраданні більш ніж 2300 автомобілів «автовазу» при проведенні Логовазом в 1994—1995 роках залікової операції з Автовазом і адміністрацією області Самари). Його оголосили в міжнародний розшук.
24 березня 2003 лондонська поліція затримала Березовського, але незабаром звільнила під грошову заставу. 1 червня Лондонський магістратський суд відхилив запит про екстрадицію на тій підставі, що Березовський попросив у Великій Британії політичного притулку, і таким чином він перебував під захистом Женевських конвенцій. 10 вересня 2003року міністр внутрішніх справ Великої Британії Девід Бланкетт підписав розпорядження про надання Березовському політичного притулку, обґрунтувавши це рішення тим, що в Росії йому може загрожувати політичне переслідування.
У 2004 апеляційна комісія арбітражного суду Самари визнала законною операцію, на підставі якої пред'являли звинувачення Борису Березовському. Проте звинувачення з нього не були зняті.
Пізніше Березовський отримав від МВС Великої Британії паспорт біженця на ім'я Платон Еленін. Вже бувши оголошеним в міжнародний розшук, Березовський неодноразово відвідував республіки колишнього СРСР. У грудні 2003 він відвідав Тбілісі за документами на ім'я Платон Еленін, у зв'язку з чим Росія висловила протест. Згодом він ще кілька разів приїжджав у Грузію. 2005 року він побував у Латвії. У 2005 довгий час обговорювалася можливість його візиту в Україну, але нова влада все-таки відмовила йому у в'їзді, щоб не створювати собі нерозв'язних проблем у стосунках з Росією.
Восени 2005 Березовський заявив, що в ході президентській кампанії в Україні в 2004 році він підтримував контакти з Віктором Ющенком і його найближчими сподвижниками, а також переказував фінансові кошти в Україну для фінансування Помаранчевої революції. Він представив документи, що підтверджують переказ приблизно 30 млн доларів «на розвиток демократії». Розслідуванням його заяв займається тимчасова слідча комісія Верховної Ради України.
17 вересня 2004 року прокуратура Московської області заочно звинуватила Березовського в розкраданні державної дачі в підмосковному комплексі «Жуковка», пізніше за переоформлену на ім'я його дочки Катерину. 21 вересня була видана санкція на арешт, а 22 вересня Березовський знов був оголошений у міжнародний розшук. Запити про екстрадицію двічі (у лютому і вересні 2005 року) прямували до Латвії, куди Березовський прибував з візитами, але обидва рази дістали відмову.
19 жовтня 2005 року Рада з національної безпеки Латвії за ініціативи президента країни Вайри Віке-фрейберг рекомендувала Генпрокуратурі і МВС включити Бориса Березовського в список осіб, відвідини якими Латвії визнано небажаним. Раніше прем'єр-міністр Латвії Айгар Калвітіс заявляв, що Березовський створює реальну загрозу латвійській державі. Сам Березовський вважає, що рішення було ухвалене під тиском Росії.
26 жовтня 2005 року прем'єр-міністр Латвії Айгар Калвітіс підписав розпорядження про внесення Бориса Березовського в список осіб, в'їзд яких до Латвії небажаний. Він заявив, що ухвалив це рішення на підставі інформації, наданої йому органами безпеки. Калвітіс дав зрозуміти, що влада побоюється впливу Березовського на політичну ситуацію в Латвії, оскільки у Бориса Березовського «в Латвії є певні політичні інтереси».
Через тиждень після цього розгорівся крупний урядовий скандал — Айгар Калвітіс звинуватив керівника МВС Еріка Екабсона (члена РНБ) в тому, що він розголосив таємні матеріали засідання РНБ Березовському. Екабсон був вимушений подати у відставку.
2 березня 2006 року представник Генпрокуратури РФ заявив, що 16 лютого відносно Бориса Березовського було порушено нову кримінальну справу за ст. 278 Кримінального кодексу РФ («дії, направлені на насильницьке захоплення влади або насильницьке утримання влади порушуючи Конституцію <…> а рівно направлені на насильницьку зміну конституційного ладу»), за якою Березовському загрожує покарання строком від 12 до 20 років позбавлення волі. Пізніше суд заочно дав санкцію на арешт обвинуваченого, і його оголосили в міжнародний розшук. Справу передали для розслідування у ФСБ. 1 березня прокуратура відправила до МВС Великої Британії повторний запит про екстрадицію Березовського.
За деякими повідомленнями , приводом для справи стали висловлювання Березовського в прямому ефірі радіостанції «Ехо Москви», зроблені 20 січня 2006 року, коли він заявив, що в Росії необхідне «силове захоплення влади» і він робить «певні кроки» в цьому напрямі.
26 січня 2006 року в інтерв'ю агентству AFP Березовський заявив, що має намір здійснювати «захоплення влади» за допомогою статку, який «потроївся» за останні п'ять років.
26 лютого міністр закордонних справ Великої Британії Джек Стро попередив Березовського, що його статус біженця може бути переглянутий у будь-який час, «якщо він використовуватиме Сполучене Королівство як базу для насильницьких безладів або тероризму в інших країнах».
Того ж дня президент Чечні Алханов Алі Дадашевич повідомив, що має в своєму розпорядженні документальні докази фінансування Березовським Чеченської Республіки Ічкерія. В. о. прем'єр-міністра Чечні Рамзан Кадиров заявив, що Березовський, виплачуючи викупи за численних заручників, що захоплювалися в Чечні в 1990-і роки, передав чеченським бойовикам 30 млн доларів.
Поки Березовський зберігав статус біженця, він не міг бути виданий, але цього статусу у виняткових випадках його могло позбавити британське МВС. Проте анулювання статусу біженця не означало автоматичної екстрадиції до Росії — таке рішення міг прийняти лише суд.
Сам Березовський заявив в інтерв'ю російській газеті «Відомості», що він мав на увазі не насильницьке захоплення влади (військовий переворот або путч), а події, аналогічні приходу до влади опозиції в Грузії і в Україні.
24 березня 2006 року Державна дума розглянула проект звернення до парламенту Великої Британії з проханням сприяти видачі Березовського Росії. У документі, зокрема, мовиться: «Держдума виражає стурбованість у зв'язку з тим, що Березовський Б. А., який перебуває в міжнародному розшуку, після судового рішення про відмову в його видачі російському правосуддю, продовжує свою діяльність з території Великої Британії, направлену на спричинення збитку суспільній безпеці РФ. Держдума з повагою ставиться до правової системи Великої Британії і вважає, що відповідне рішення британської влади буде конкретним кроком на шляху підвищення ефективності британської співпраці в протидії тероризму і екстремізму».
26 квітня 2006 року Сенат Верховного суду Латвії відмовив Борису Березовському у виключенні його зі списку осіб, в'їзд яким до Латвії заборонений.
За словами Березовського, він підтримував контакт з російською політичною елітою, представники якої розділяють його думку про те, що Путін згортає демократичні реформи, централізує владу в своїх руках і порушує конституцію.

### Справа Литвиненка
30 березня 2007 у будівлі Скотленд-ярду відбулася бесіда Бориса Березовського зі слідчим Генпрокуратури РФ Олександром Отводовим, що розслідує справу про отруєння полонієм колишнього співробітника ФСБ Олександра Литвиненка, що помер 23 листопада 2006 року в лондонській лікарні.
Березовський дав згоду на зустріч за умови, що вона відбудеться на англійській території, російські представники будуть перевірені на наявність отрути і зброї й бесіда буде записана на відео, при цьому він отримає її копію. Насправді бесіда була записана на аудіо, а перевірок, що виходять за рамки звичайних для всіх подібних випадків, не проводилося. Зустріч відбулася 30 березня 2007 року. За словами Березовського, велика частина питань, які задали російські слідчі, стосувалася бізнесу Березовського, а також бізнесу його друзів і знайомих; питання, що безпосередньо стосуються справи, були задані тільки під кінець зустрічі. Березовський назвав допит «фарсом» і кваліфікував його «як спробу приховати справжніх злочинців — Путіна й Лугового і всіх тих, хто брав участь в цьому злочині». Він заявив також: «У мене є аргументи, чому Путін замовив цей злочин, чому Луговий був виконавцем. Це факти, а не міркування на тему. Я привів ці аргументи слідчому Генпрокуратури і сказав, що вважаю його теж співучасником злочину. Я передав слідчому листування з військовою прокуратурою Росії в 1998 році і листування Литвиненка, коли він отримав команду убити мене».
Представник Генпрокуратури РФ заявив, що всі питання, які російські слідчі задали Березовському в Лондоні, прямо стосувалися «справи Литвиненка», оскільки «досліджується низка версій, у тому числі й стосовно бізнесу, яким займався Литвиненко».
Транскрипт допиту Березовського був пізнішим опублікований ( [Архівовано 18 листопада 2007 у Wayback Machine.]).
1 квітня 2007 ріка в ефірі «РТР-планета» (міжнародний канал ВГТРК, адресований російськомовній аудиторії), а потім в програмі «Вісті тижня» російського державного телеканалу «Росія» було показане інтерв'ю з невідомим, який представився іншому Литвиненко. Невідомий, що сидів спиною до камери і назвав себе Петром, заявив, що отруєння організував Березовський, оскільки Литвиненко знав, що той нібито отримав статус політичного біженця шляхом фальсифікації. За словами невідомого, Литвиненко і Березовський піддали його дії психотропних препаратів і змусили заявити, що він був направлений ФСБ з метою вбивства Березовського; плівка з цим записом була представлена в суді.
Березовський заявив із цього приводу: «Якби така версія існувала як реальна, то Скотленд-ярд давно повинен був би зацікавитися цією версією і не їздити до Москви на самому початку розслідування, а спочатку з'ясувати, чи правильна ця версія». Березовський заявив, що «всі ці численні версії» «є тільки наслідком того, що російська влада хоче прикрити цей злочин».
За твердженням партнера Березовського, Олександра Гольдфарба, анонімним героєм «Звісток тижня» є якийсь Володимир Іванович Теплюк, що емігрував до Лондона з Казахстану і декілька років добивався статусу політичного біженця. За словами Гольдфарба, Теплюк неодноразово публічно розповідав про те, що його найняли для того, щоб отруїти Березовського. За словами Гольдфарба, «ми його здали в поліцію», але Скотленд-ярд Теплюком не зацікавився.
Лондонська поліція ніяк не прокоментувала повідомлення російського телебачення про нового свідка в справі Литвиненко. «Ми не обговорюємо питання надання людям персональної охорони», — заявив представник прес-служби Скотланд-ярда.
3 травня 2007 адвокат Березовського Ендрю Стівенсон від його імені подав позов до телеканалу «РТР-планета» до Високого королівського суду в Лондоні з вимогою відшкодування нанесеного йому збитку.
У інтерв'ю «Financial Times» Березовський закликав також Британію і міжнародне співтовариство ввести санкції відносно Росії, якщо Кремль відмовлятиметься видати Андрія Лугового.

### Передбачуваний замах в Лондоні
18 липня 2007 британські ЗМІ розповсюдили інформацію про запобігання замаху на Березовського в Лондоні. Як пізніше офіційно заявив Скотленд-Ярд, передбачуваний вбивця прибув з Росії з дитиною і був затриманий поліцією 21 червня; висланий в РФ із забороною в'їзду до Сполученого Королівства.

## «Інша Росія»
Борис Березовський заявив в інтерв'ю газеті «Financial Times», що фінансує опозиційну організацію «Інша Росія». Газета нагадала при цьому, що раніше один з лідерів «Іншої Росії» Гарі Каспаров заперечував, що Березовський фінансує організацію, оскільки «коаліція не підтримує контакти з тими, хто може підірвати нашу репутацію», сказав Каспаров. Він же в інтерв'ю Бі-Бі-Сі заявляв, що будь-яке припущення про зв'язок з колишнім російським олігархом є брехнею.

## Передбачувані «заклики до насильницької зміни влади» в Росії
Починаючи з 2005 року, російські ЗМІ почали періодично розкручувати тему загрози російській державі з боку прозахідної опозиції, яку фінансують російські олігархи-емігранти, зокрема Борис Березовський. У зв'язку з цим іноді говорили про можливість так званої «Березової революції» (очевидна алюзія з Березовським).
Березовський, власне, і сам давав підстави для подібних заяв.
24 січня 2006 року в прямому ефірі радіостанції «Відлуння Москви» Березовський сказав, що «працює» над силовим захопленням влади в РФ. Тодішній міністр закордонних справ Великої Британії Джек Стро попередив, що вислови Березовського з приводу можливості насильницької зміни влади в Росії можуть вплинути на перегляд його статусу біженця.
13 квітня 2007 в інтерв'ю британській газеті «Гардіан» Березовський заявив про необхідність використовувати силу для зміни російського режиму. Пізніше Березовський в коментарях роз'яснив, що не захищає і не підтримує насильство, а виступає за безкровну зміну влади.
Публікація цього інтерв'ю викликала різку реакцію з боку російських властей. Генпрокуратура РФ того ж дня порушила кримінальну справу проти Березовського за статтею «насильницьке захоплення влади». Офіційний представник відомства повідомив, що прокуратура має намір підняти питання про позбавлення підприємця статусу біженця у Великій Британії.
16 квітня 2007 року Генпрокуратура РФ направила міжнародне правове доручення про екстрадицію Березовського.
МЗС Великої Британії виразив заклопотаність заявами Березовського: «Ми вважаємо за негожі будь-які заклики до насильницького скидання влади будь-якої суверенної держави». Скотланд-ярд почав перевірку інтерв'ю Березовського на предмет виявлення того, чи зробив він яке-небудь правопорушення.
13 квітня 2007 порушена кримінальна справа за статтею 278 кримінального кодексу РФ  «насильницьке захоплення влади»; 2 липня пред'явлене заочне звинувачення.
5 липня 2007 Королівська прокурорська служба Великої Британії заявила, що «не знайшла достатніх доказів для пред'явлення Березовському звинувачень у підбурюванні до тероризму» і у зв'язку з цим порадила Скотланд-ярду не порушувати кримінальну справу проти нього. На думку прокуратури, контекст інтерв'ю Березовського вказує на те, що він мав на увазі цивільний опір владі на зразок «помаранчевої революції» в Україні.

## Оцінки
У Росії за Борисом Березовським закріпилася репутація «політичного авантюриста», причому цю думку розділяють як прихильники влади, так і представники опозиції.

## Наукові монографії
- Б. А. Березовский, В. И. Борзенко, Л. М. Кемпнер. Бинарные отношения в многокритериальной оптимизации. — Москва: «Наука», 1981
- Б. А. Березовский, В. И. Борзенко, Л. М. Кемпнер. Многокритериальная оптимизация: математические аспекты. — АН СССР, Ин-т проблем управления / Москва: «Наука», 1989

## Книги
- Б. А. Березовский. Искусство невозможного. — тт. 1-3. — М.: «Независимая газета», 2004. ISBN 5-86712-173-9